# Molukse koningsspreeuw
De Molukse koningsspreeuw (Basilornis corythaix) is een vogelsoort uit de familie Sturnidae.

## Verspreiding en leefgebied
Deze soort is endemisch op de Molukken in Indonesië.